# کورت مک‌کون
کورت مک‌کون (به انگلیسی: Cort McCown) بازیگر آمریکایی است.
از فیلم‌های معروف او می‌توان به بازی در فیلم نمی‌توانید عشق مرا بخرید اشاره کرد.